# Estação Braz Cubas
A Estação Braz Cubas é uma estação ferroviária, pertencente à Linha 11–Coral da CPTM, localizada no município de Mogi das Cruzes. Construída na Avenida Anchieta, a estação fica próxima ao centro comercial do distrito de Brás Cubas, o mais populoso de Mogi das Cruzes.

## História
A estação Braz Cubas foi aberta pela EFCB como posto telegráfico em 20 de agosto de 1914. Desde 1994 é administrada pela CPTM.
A estação foi palco de um crime de repercussão nacional: em 8 de dezembro de 2003 dois jovens foram jogados pelas janelas de uma composição que saía da Estação Braz Cubas por três skinheads. Um dos jovens morreu e o outro perdeu o braço.

## Características
| Sigla | Estação    | Inauguração            | Integração               | Plataformas | Posição    | Notas                       |
| ----- | ---------- | ---------------------- | ------------------------ | ----------- | ---------- | --------------------------- |
| BCB   | Braz Cubas | 13 de setembro de 1929 | Bilhete Único da SPTrans | Laterais    | Superfície | Prédio construído pela EFCB |

## Diagrama da estação
| 1 |

|  | ↑ a ↑ |

|  | ↓ b ↓ |

| 2 |

| 1 |

|  | ↑ a ↑ |

|  | ↓ b ↓ |

| 2 |

| 1 |

|  | ↑ a ↑ |

|  | ↓ b ↓ |

| 2 |

| 1 |

|  | ↑ a ↑ |

|  | ↓ b ↓ |

| 2 |